# Complémentation (mathématiques)
Pour les articles homonymes, voir Complémentation.
Cet article court présente un sujet plus développé dans : Complément (arithmétique).
La complémentation est en mathématique le fait de prendre le complément d'un nombre écrit dans une base de numération donnée.